# Distinxia
Distinxia là một chi bướm đêm thuộc họ Gelechiidae.